# Chaoyang (häradshuvudort)
Chaoyang (kinesiska: Ch’ao-yang-chen, Ch’ao-yang-shen, 朝阳) är en häradshuvudort i Kina. Den ligger i provinsen Jilin, i den nordöstra delen av landet, omkring 150 kilometer sydost om provinshuvudstaden Changchun. Antalet invånare är 75 347.
Runt Chaoyang är det ganska tätbefolkat, med 155 invånare per kvadratkilometer. Chaoyang är det största samhället i trakten. Trakten runt Chaoyang består till största delen av jordbruksmark.
Genomsnittlig årsnederbörd är 1 128 millimeter. Den regnigaste månaden är juli, med i genomsnitt 283 mm nederbörd, och den torraste är januari, med 12 mm nederbörd.